# 区块链

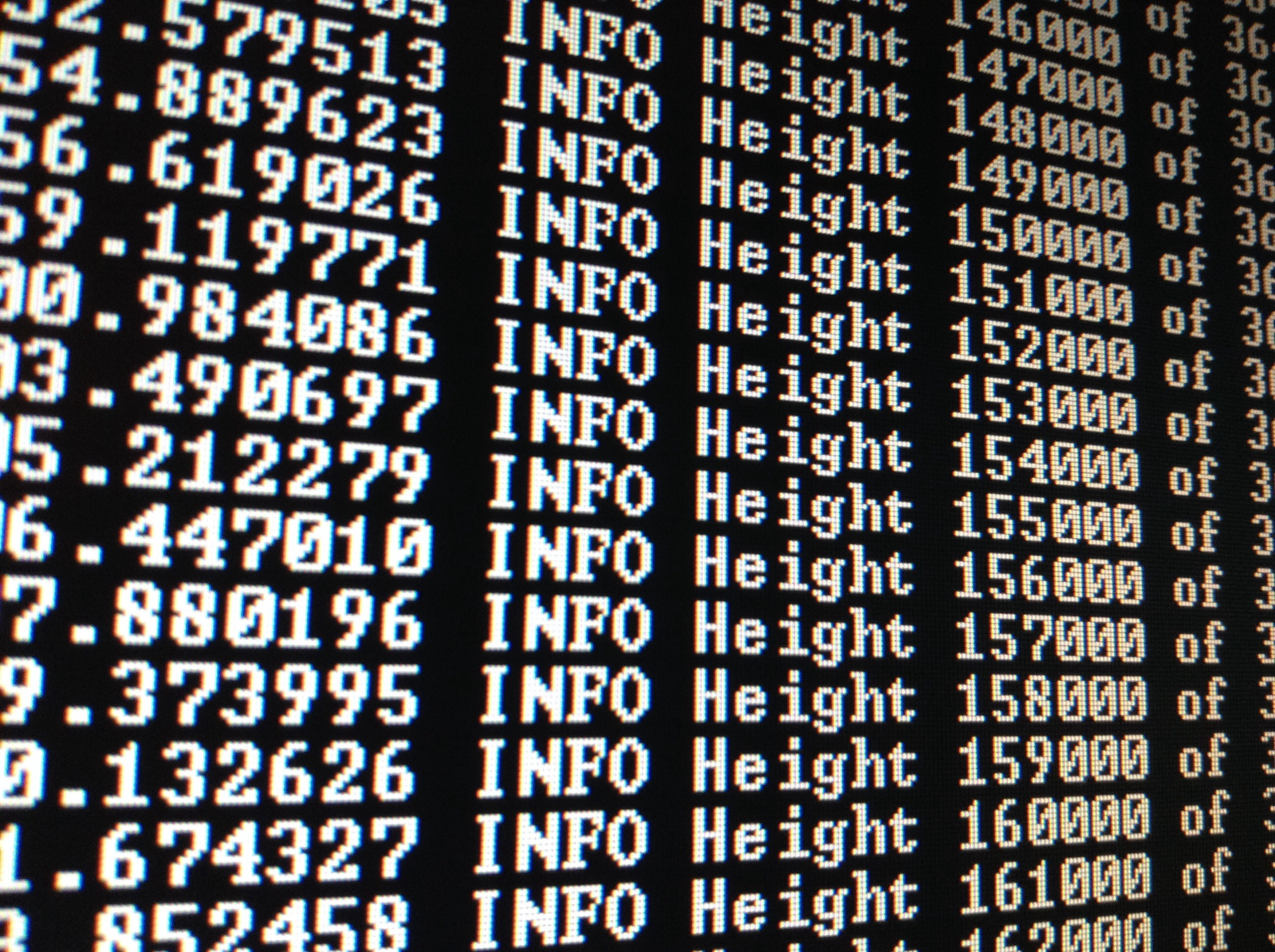
区块链资料

区块链形成。主链（黑色）由从发生块（绿色）到当前块的最长系列块组成。孤儿块（紫色）存在于主链外。

比特幣網絡資料

區塊鏈（英語：或）是藉由密碼學與共識機制等技術建立與儲存龐大交易資料串鏈的點對點網路系統。
每一個區塊包含了前一個區塊的加密雜湊、相應時間戳記以及交易資料（通常用默克爾樹（Merkle tree）演算法計算的雜湊值表示），這樣的設計使得區塊內容具有難以篡改的特性。但如果掌握區塊鏈節點51%及以上的運算力，就能操控區塊鏈的內容。而且如果一開始寫入的內容是錯誤的內容，那麼區塊鏈技術反而会讓錯誤的內容難以被篡改。
目前區塊鏈技術最大的應用是加密貨幣，例如比特幣的發明。因為支付的本质是“将账户A中减少的金额增加到账户B中”。如果人们有一本公共账簿，记录了所有的账户至今为止的所有交易，那么对于任何一个账户，人们都可以计算出它当前拥有的金额数量。而公共区块链（公有鏈）恰恰是用于实现这个目的的公共账簿。在比特币体系中，比特币地址相当于账户，比特币数量相当于金额。

## 概述
区块链是一种去中心化、分布式且通常是公共的数字分类账，由称为区块的记录组成，这些区块用于记录交易信息到多台电脑上，以便任何涉及的区块都不能被追溯更改，否则会影响后续的区块。这使得参与者能够独立且相对便宜地验证和审计交易。区块链数据库使用点对点网络和分布式时间戳服务器进行自主管理。它们是通过以集体自身利益为动力的大规模协作来验证的。 这样的设计促进了稳健的工作流程，其中参与者关于数据安全的不确定性是微乎其微的。区块链的使用消除了数字资产无限可复制的特征。它确认每个价值单位仅转移一次，解决了长期存在的双重支出问题。区块链被描述为一种价值交换协议。 区块链可以维护所有权，因为当正确设置以详细说明交换协议时，它提供了强制要约和接受的记录。
以比特币的区块链账本为例。每个区块基本由上一个区块的散列值，若干条交易，一个调节数等元素构成，矿工通过工作量证明实现对交易整理为账本区块和区块安全性的维持。一个矿工通过交易广播渠道收集交易项目并打包，协议约定了控制区块生成速度而产生的难度目标值，通过不断将调节数和打包的交易数据进行散列运算而算出对应散列值，使其满足当时相应的难度目标值，最先计算出调节数的矿工可以将之前获得上一个区块的散列值、交易数据、当前算出对应区块的调节数等参数整合为一个账本区块并广播到账本发布渠道，其他矿工则可以知道新区块已生成并知道该区块的散列值（作为下一个区块的“上一个区块的散列值”），从而放弃当前待处理的区块数据生成并投入到新一轮的区块生成。
对于其他基于区块链的应用，主要是针对所负载的数据，区块安全性的维持方式等进行调整。

## 歷史
中本聪在2008年于《比特币白皮书》中提出“区块链”概念，并在2009年创立了比特币网络，开发出第一个区块，即“创世区块”。
区块链共享价值体系首先被众多的加密貨幣效仿，并在工作量证明上和算法上进行了改进，如采用权益证明和SCrypt算法。随后，区块链生态系统在全球不断进化，出现了首次代币发售ICO、智能合约区块链以太坊、“轻所有权、重使用权”的资产代币化共享经济以及区块链国家。目前人们正在利用这一共享价值体系，在各行各业开发去中心化电脑程序（Decentralized applications, Dapp），在全球各地构建去中心化自主组织和去中心化自主社区（Decentralized autonomous society, DAS）。
截至2019年中華人民共和國的相關公司佔有全球区块链專利權的八成以上。在2016年公布的《十三五國家資訊化規畫》，就已將區塊鏈技術列為戰略性前沿技術。反超點在2017年當年度專利申請量超過1200件超越美國，之後一路上升，並誕生了比特大陸等以挖礦業務為切入點累積資本最終做大的企業。其官方立場是不承認比特幣的貨幣流通地位並禁止任何商家收付，但認為区块链技術可以為國家所用，2019年中国人民银行第三季消息，支付结算司副司长穆长春8月10日在金融四十人伊春论坛上介绍央行法定数字货币的实践DC/EP（DC，digital currency，数字货币；EP，electronic payment，电子支付）时揭露央行DC/EP研究已进行五年，表明可能存在被稱為「央行数字货币」的制度。早在2016年有新聞顯示平安集团、招商银行、微众银行等40多家金融机构共同成立首个中国深圳FinTech数字货币联盟。同年10月，中共中央總書記習近平公開表示「區塊鏈技術的集成應用在新的技術革新和產業變革中起著重要作用」，對特定技術發表談話表達重視，引發相關類股上漲以及媒體議論。

## 应用项目
区块链应用被定义为对以区块链技术为核心组件的系统的使用和参与，由特定前因驱动并产生多样化结果, 涵盖对系统生成信息的使用以及与系统本身的交互，这些行为可发生于个人、组织或社会层面。目前，区块链的使用可以分为三种类型：作为数字资产的使用、作为制度机制的使用以及作为数字基础设施的使用。

### 国家货币
1. e-Dinar是突尼斯共和国政府用区块链技术发行的数字货币。也是第一个国家数位货币。[24]
2. eCFA是塞内加尔共和国政府用区块链技术发行的数位货币。[25]
3. 数字人民币（E-CNY）是中华人民共和国政府用区块链技术发行的数字货币。[26]
4. Sand Dollar是巴哈马国政府用区块链技术发行的数字货币。[27]

### 社区货币
1. 空卢（英文：Colu）公司在英国伦敦用区块链发行了东伦敦社区英镑（Local Pound, East London），主要为中小企业提供支付平台。2017年6月止，空卢在全球发行了多款社区货币，共有50,000用户。[28]

### 私有链、公有链和联盟链的区别
|              | 公有链                                   | 联盟链                           | 私有链                     |
| ------------ | ---------------------------------------- | -------------------------------- | -------------------------- |
| 参与者       | 不限                                     | 联盟成员                         | 链的所有者                 |
| 共识机制     | PoW/PoS                                  | 分布式一致性算法                 | solo/pbft等                |
| 驗證者       | 自願提供算力或質押加密貨幣者             | 联盟成员协商确定                 | 链的所有者                 |
| 激励机制     | 需要                                     | 可选                             | 无                         |
| 去中心化程度 | 較高                                     | 偏低                             | 極低                       |
| 如初特点     | 解決雙重支付                             | 效率和成本优化                   | 安全性高、效率高           |
| 吞吐量       | 7笔/秒至數千筆/秒（TPS）                 | <10万笔/秒（TPS）                | 视配置决定                 |
| 應用領域     | 區塊鏈遊戲、非同質化代幣、去中心化金融等 | 供应链管理、金融服務、醫療保健等 | 大型组织或私人企業之業務等 |
| 代表项目     | 比特币、以太坊                           | R3、Hyperledger                  |                            |

### 公有鏈
公有鏈可稱爲公共區塊鏈，指所有人都可以參與的區塊鏈。換言之它是公平公開，所有人可自由訪問，發送、接收、認證交易。另外公有鏈亦被認為是“完全去中心化”的區塊鏈。公有鏈的代表有BTC區塊鏈，ETH （页面存档备份，存于）、EOS （页面存档备份，存于）等，它們之間有存在不同架構。擧個例子說，以太坊（ETH）是一條公有鏈，在以太坊鏈上運作的每一項應用都會消耗這條鏈的總體資源；EOS只是一個區塊鏈的基礎架構，開發人員可以自由地在EOS上創建公鏈，每條鏈與鏈之間都不會影響彼此擁有的資源，換言之不會出現因個别應用資源消耗過多而造成網絡擁擠。

### 私有链
商业组织正在为各种应用开发分布式分类账和其他区块链启发的软件。由于这些软件被中心化机构控制，不具有区块链去中心化的属性，被称为私有链 （private blockchains）、区域链、或者联盟链。私有鏈上的資料，可由建立私有鏈的機構任意操控改寫，所以連確保資料難以篡改的功能也沒有。

至2017年6月止，没有任何私有链得到认可和使用，而且国际银行界纷纷退出所参与的项目；加拿大中央银行也在2017年5月放弃了国家私有链的开发，主要原因是与中央银行体系格格不入。相反，用现有区块链进行ICO众筹，来开发新型去中心化社区的项目，如雨后春笋般地涌现，得到不同凡响的结果。以下是部分私有链及联盟链开发项目：
- 德勤和ConsenSys2016年宣布计划创建一个数位银行ConsenSys计划[35]
- R3计划连接42家银行分布式分类帐，主要由以太坊，Chain.com，英特尔和IBM牵头[36]
- Microsoft Visual Studio正在使Ethereum Solidity语言可供应用程序开发人员使用。[37]
- SafeShare保险提供一项区域链为基础的主打共享经济的保险，由英国保险巨头劳合社承保。
- 一家瑞士工业联盟，包括瑞士电信，苏黎世州银行和瑞士股票交易所，以柜台买卖为原型的资产交易，基于以太坊科技的区域链。[38]
- Context Labs（英语：Context Labs） a 2013 company developing blockchain enabled platforms
- R3区域链联盟
- Digital Asset Holdings（英语：Digital Asset Holdings）
- Satoshi Citadel Industries（英语：Satoshi Citadel Industries）
- 美国期货和期权交易所CME集团于2017年4月11日宣布，正在测试基于区域链的黄金期货平台的正处于最后测试阶段，该区块链是为比特币提供认证的对等网络。[39]
- 臺灣林產品生產追溯系統[40]
- 私有链的弊端也很明显，Nikolai Hampton 曾在《Computerworld》中指出，“私有区块链也没有必要受到‘51%’攻击，因为私有区块链（很可能）已经控制了所有区块创建资源的 100%。如果你可以攻击或破坏私人公司服务器上的区块链创建工具，你就可以有效地控制他们 100% 的网络，并随心所欲地更改交易。” 这在金融危机或债务危机（如2007-08 年的金融危机）期间会产生一系列特别深远的不利影响，因为政治上有权势的参与者可能会做出有利于某些群体而损害其他群体的决策[41]，并且“比特币区块链受到大规模集体挖矿的保护，任何私有区块链都不太可能尝试使用千兆瓦的计算能力来保护记录——这既耗时又昂贵。”他还表示，“在私有区块链中，不存在‘竞争’；没有动机去使用更多的算力或比竞争对手更快地发现区块。这意味着许多内部区块链解决方案只不过是繁琐的数据库。”

### 侧链
区块链中的侧链（sidechains）实质上不是特指某个区块链，而是指遵守侧链协议的所有区块链，该名词是相对与比特币主链来说的。侧链协议是指：可以让比特币安全地从比特币主链转移到其他区块链，又可以从其他区块链安全地返回比特币主链的一种协议。

### ICO代币
首次代币发行（英語：Initial Coin Offering，简称ICO），也称为ICO众筹，是用区块链筹集资金，以便开发新型区块链社区的项目。

### 非營利组织
- 比尔及梅琳达·盖茨基金会《基层项目／Level One Project》旨在利用区块链技术帮助世界各地20亿缺乏银行账户的民众。[42][43]
- 联合国世界粮食计划署的《区块建设／Building Blocks》旨在使粮食计划署越来越多的现金扶贫业务更快，更便宜，更安全。“区块建设”于2017年1月在巴基斯坦开展了现场试点工作，将在整个春季继续进行。[44][45]2017年6月，该项目已经扩大到叙利亚等国，计划在2030年前在全球实现零饥饿[46]。

### 去中心化的社会网络
1. 回馈项目（Backfeed project）正在基于区块链分布式自治系统，开发共识主动性创建和分配价值的社会网络。[47][48]
2. 亚历山大项目（The Alexandria project）是一个基于区块链开发的去中心化图书馆网络。[49][50]
3. 它自主（Tezos）是一个根据它代币（token）持有者们的投票结果，让电脑程序自我演变，来实现区块链自主的开发项目。[51][52][53][54]比特币区块链是一个去中心化的加密货币和支付的金融自主体系。以太坊区块链在前者的基础上增加了去中心化的智能合约的法律自主体系。它自主将在前两者的基础上增加去中心化的电脑程序开发功能，以便建立社会管理自主权体系。[55][56]

### 區塊鏈資料庫
甲骨文公司在Oracle Database 21c中，首次引入了區塊鏈資料表功能。不過，Oracle Database的區塊鏈不是去中心化。甲骨文稱，中央化的區塊鏈資料庫較去中心化更高吞吐量及更少延遲交易問題。

## 駭客事故
区块链目前多用於民間自訂的各種虛擬貨幣領域，眾多駭客事件也發生在這些場景，区块链本身可以確保記帳內容萬無一失但目前幾乎都是不記名設計，所以誰能奪取帳號文本就能聲稱為所有者，而民間公司保存帳號的伺服器防駭條件不一使此類「搶劫」行為提供可能性。

### 2018年
- 1月，日本數字貨幣交易所Coincheck遭黑客攻擊，約價值超過5.34億美元的NEM於平台上被非法轉移。[60][61]
- 2月11日，意大利加密貨幣交易所BitGrail遭黑客攻擊，約價值1.7億美元的NANO被盜。[62]
- 4月22日，BeautyChain智能合約出現重大漏洞，黑客通過此漏洞無限生成代幣，導致BEC的價值接近歸零。[59][63]
- 4月25日，SmartMesh出現疑似重大安全漏洞，宣佈暫停所有SMT交易和轉賬直至另行通知，導致損失約1.4億美金。[64]
- 7月10日，以色列數字貨幣交易所Bancor遭黑客攻擊，約價值超過23.5億美元的ETH，NPXS，和BNT於平台上被非法轉移。
- 7月25日，EOS Fomo 3D狼人游戲的遊戲合約遭受溢出攻擊，60686個EOS從獎勵池中被盜取，導致部分獎勵沒有按照游戲規則獎勵用戶。EOS核心仲裁論壇（ECAF）對黑客進行仲裁后，凍結黑客EOS賬戶：eosfomoplay1。[65]
- 9月20日，日本數字貨幣交易所Zaif遭黑客攻擊，導致損失67億日元（約6000萬美元加密貨幣），其中包括5,966比特幣。[66]根據CNN報道指出，被盜金額約4000萬美元屬客戶資金，另外2000萬則屬於交易所。[67]
- 12月3日，EOS Dice3D黑客攻擊，損失10569個EOS。黑客將被盜的EOS轉至火幣，Dice3D官方決定自費拿出部分EOS給予玩家作補償。[68]

### 2019年
- 2月22日，EOS42被黑客攻擊，黑客利用EOS節點沒有更新黑名單的漏洞去攻擊系統，使EOS42損失二百萬個EOS。這個安全事件發生後，EOS社群開始作防備措施，避免類似情況再出現。
- 3月30日，韩国加密货币交易所Bithumb遭到黑客入侵，超过300万EOS（约1270万美元）和2000万XRP（约620万美元）的资产被盗。[69]
- 5月8日，全球最大加密貨幣交易所Binance發布公告表示，遭到駭客攻擊，共計7000枚比特幣遭竊，損失估計超過4000萬美元。[70]
- 7月12日，日本金融廳認證的合法加密貨幣交易所幣寶（BitPoint），遭竊取上千顆比特幣，各類加密貨幣合計損失高達35億日元。而幣寶台灣分公司從7月23日開始也全面暫停服務，所有用戶不能交易加密貨幣外，連台幣帳戶都無法提領。[71]

## 延伸阅读
- .   [2017-05-28]. （原始内容存档于2017-06-03）.
- Bashir, Imran. . Packt Publishing, Ltd. 2017. ISBN 978-1-78712-544-5. OCLC 967373845.
- Crosby, Michael; Nachiappan; Pattanayak, Pradhan; Verma, Sanjeev; Kalyanaraman, Vignesh.  (PDF) (报告). Sutardja Center for Entrepreneurship & Technology Technical Report. University of California, Berkeley. 2015-10-16  [2017-03-19]. （原始内容存档 (PDF)于2017-03-20）.
- Higgins, Stan. . CoinDesk. 2016-03-03  [2016-03-21]. （原始内容存档于2016-03-18）.
- Kakavand, Hossein; De Sevres, Nicolette Kost; Chilton, Bart.  (报告). Luther Systems & DLA Piper. 2016-10-12. SSRN 2849251 .
- Mazonka, Oleg.  (PDF). Journal of Reference. 2016-12-29  [2017-05-23]. （原始内容存档 (PDF)于2017-08-07）.
- Saito, Kenji; Yamada, Hiroyuki. . IEEE 36th International Conference on Distributed Computing Systems Workshops. Nara, Nara, Japan: IEEE: 168–75. June 2016  [2017-02-15]. ISBN 978-1-5090-3686-8. ISSN 2332-5666. doi:10.1109/ICDCSW.2016.28. （原始内容存档于2017-02-15）.
- 書籍： Tapscott, Don; Tapscott, Alex.  [區塊鏈革命：比特幣技術如何影響貨幣、商業和世界運作]. London: Portfolio Penguin. 2016  [2017-05-23]. ISBN 978-0-241-23785-4. OCLC 971395169. （原始内容存档于2017-05-25）.
- 書籍： Raval, Siraj. . Oreilly. 2016  [2017-05-23]. （原始内容存档于2017-05-30）.
- 書籍：龔鳴（暴走恭親王），. .
- 書籍：William Mougayar，.  [區塊鏈商業應用：次世代網路技術的前景、實踐與應用]. 2016.
- 書籍：徐明星, 劉勇, 段新星, 郭大治，《區塊鏈革命：中介消失的未來，改寫商業規則，興起社會變革，經濟大洗牌》

## 外部連接
- ledgerjournal.org（页面存档备份，存于）, a peer-reviewed scholarly journal.